# Idaea hispanaria
Idaea hispanaria är en fjärilsart som beskrevs av Rudolf Püngeler 1912. Idaea hispanaria ingår i släktet Idaea och familjen mätare. Inga underarter finns listade i Catalogue of Life.